# Saint-Jean-Pla-de-Corts
Saint-Jean-Pla-de-Corts – miejscowość i gmina we Francji, w regionie Oksytania, w departamencie Pireneje Wschodnie, położone nad rzeką Tech.
Według danych na rok 1990 gminę zamieszkiwało 1456 osób, a gęstość zaludnienia wynosiła 137 osób/km² (wśród 1545 gmin Langwedocji-Roussillon Saint-Jean-Pla-de-Corts plasuje się na 254. miejscu pod względem liczby ludności, natomiast pod względem powierzchni na miejscu 717.).

## Populacja

Populacja Saint-Jean-Pla-de-Corts w latach 1962-2008